# Masacre de París (1961)
La masacre de París del 17 de octubre de 1961 se refiere a la represión sangrienta de una manifestación de argelinos ocurrida en París, Francia, durante la guerra de Independencia de Argelia. La represión de la policía parisina, entonces dirigida por Maurice Papon, contra la población argelina de la región parisina duró todo el otoño de 1961.La fecha, el 17 de octubre, ha sido escogida por Argelia como "Día festivo de la Emigración", conmemora la lucha de la diáspora argelina por la independencia del país, simbolizada por las manifestaciones del 17 de octubre de 1961 en París.

## Contexto histórico

### Población argelina en Francia y en Paris
La guerra de independencia que dura de 1954 hasta 1962 no para las migraciones argelinas hacia Francia : el número de argelinos pasa de 211.000 en 1954 a 350.000 en 1962. El aumento de la comunidad argelina en Francia es un reto mayor para los dos partidos nacionalistas : el MNA y el FLN. El FLN se implanta dentro de la comunidad inmigrada, y su importancia es clave para la lucha por la independencia de Argelia, desde un punto de vista económico, simbólico y político. Los poderes públicos se preocupan de la emergencia en la metrópoli de una auténtica contra-sociedad argelina controlada por la Federación de Francia del FLN. Desde inicios de los años 1950, los argelinos participan en manifestaciones, y son reprimidos por las autoridades francesas, como durante la masacre del 14 de julio de 1953 en París, que causó siete muertos.
Estimada a unas 120.000 personas, la población argelina que vive en París se reparte entre hoteles precarios, barrios de chabolas y hospicios. La escritora franco argelina Monique Hervo describe “este paisaje de antiguas chapas oxidadas”, las condiciones de vida en la chabola de Nanterre, y las estrategias para proteger a los militantes del FLN de la represión policial. La política de renovación de las viviendas malsanas promovida por los poderes públicos es ante todo una operación contra la rebelión de los militantes, y cumple una misión extraoficial de información. En agosto de 1958, el FLN decide extenderse en la metrópoli y Maurice Papon reorganiza la policía parisina mezclando acción social, represión y acción psicológica. Corresponde a las prácticas que ha visto en Argelia : un sistema de control basado en redadas, controles de identidad y arrestos se pone en marcha. En septiembre y octubre, se encuentran numerosos cadáveres de argelinos en los ríos de la región parisina : son ejecutados después del arresto, en las comisarías o fuera. 

### Aumento de la violencia de estado
En octubre de 1961, la violencia de Estado contra la comunidad argelina en Francia alcanzó su punto culminante. La policía llevó a cabo redadas masivas, deteniendo a militantes y sometiéndoles a torturas en las comisarías. Este hecho fue denunciado por Madeleine Griffaud en el periódico L’Humanité el 7 de marzo de 1961, revelando el conocido como “escándalo de los sótanos que cantan”, en referencia a las torturas perpetradas en las comisarías de París. Para luchar contra los grupos armados del FLN, los poderes públicos (Maurice Papon y Michel Debré, entonces Primer ministro francés) deciden incrementar los efectivos policiacos. La FPA, Fuerza de policía auxiliar, llamada los “harkis de París” es creada en 1959 y se compone de musulmanes argelinos voluntarios. Sus misiones son de proteger la población musulmana de las exacciones del FLN, parar la recaudación de fondos que permitía al FLN implantarse en la metrópoli, y desarmar el FLN y neutralizar sus cadenas de suministro. La FPA espía, recoge datos y detiene a militantes del FLN. Paulette Péju en su libro "Les harkis à Paris”  denuncia las torturas cometidas durante interrogatorios para llegar hasta la cabeza de la red.

## Los hechos
El 17 de octubre de 1961, una manifestación pacífica convocada por el Frente de Liberación Nacional contra el toque de queda, impuesto para todos los argelinos que vivían en la región parisina por el prefecto de policía Maurice Papon, desembocó en una represión brutal que causó entre 70 y 200 muertos según los investigadores (el historiador Jean-Luc Einaudi cuenta entre 200 y 393 argelinos muertos por la policía durante el otoño de 1961). Los argelinos no fueron las únicas víctimas, porque la policía interpelaba basándose en los rasgos físicos de los transeúntes. Ello significaba que cualquier persona de aspecto mediterráneo podía ser detenida. Algunas de las víctimas fueron arrojadas al Sena, mientras que otras muertes fueron disimuladas de manera burocrática. Las víctimas fueron detenidas en el Palacio de Deportes y en el Estadio Pierre de Coubertin, donde sufrieron un trato brutal.
La masacre fue objeto de ocultación estatal, estimando el presidente Charles de Gaulle que era "un asunto secundario". El 8 de febrero de 1962, otra manifestación en contra de la guerra de Argelia y de la organización terrorista OAS acabó en una matanza, la llamada "masacre de Charonne" (una estación de metro parisina). La manifestación había sido convocada por el Partido Comunista y la CGT, pero no fue autorizada por el prefecto de policía Maurice Papon. Este ordenó la carga de las fuerzas de orden contra los manifestantes, que causó 8 muertos directos y otro muerto a consecuencia de las heridas.

## Memoria

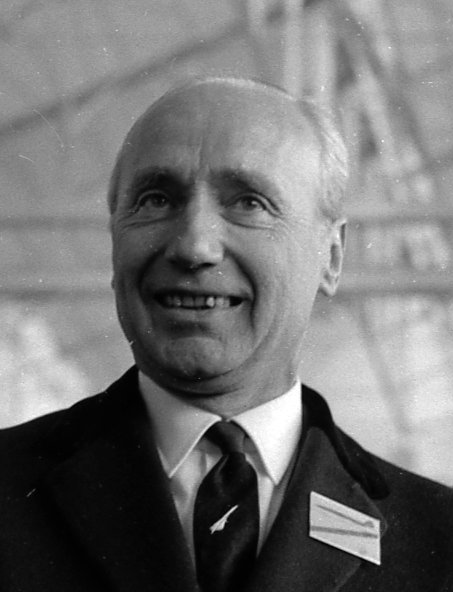
Fotografía de Maurice Papon, prefecto de la policía, considerado uno de los autores de la represión. Dos décadas después de estos sucesos, se descubriría su implicación en crímenes de lesa humanidad durante la Segunda Guerra Mundial, por los que sería condenado en 1998.

El 17 de junio de 1966, bajo el gobierno del general De Gaulle, se aprobó una ley de amnistía que incluía "los actos cometidos en el marco de operaciones policiales administrativas o judiciales", imposibilitando así que se investigaran las responsabilidades en ambas masacres.
En los años siguientes, la matanza de octubre de 1961 continuó siendo un tema tabú. A finales de 1961, la editorial Maspero publicó el libro de Paulette Péju, Ratonnades à Paris, que relataba los acontecimientos con fotografías de Elie Kagan, pero al poco tiempo fue censurado y retirado de la venta. También la película de Jacques Panigel, Octobre à Paris, que reconstituía los hechos basándose en esas mismas fotografías y en testimonios de argelinos presentes en la manifestación, fue censurada y retirada en su primera proyección en octubre de 1962. Habrá que esperar hasta mediados de los años 1980 para que estos acontecimientos fuesen sacados del olvido, con la publicación de nuevos trabajos de investigación.
En la década de 1990, la masacre del 17 de octubre, como es conocida en Francia, llegó a la conciencia nacional. En particular, el testimonio de Jean-Luc Einaudi durante el proceso de Maurice Papon por crímenes contra la humanidad le ayudó a conseguir permiso para investigar los archivos de la policía, a los cuales no había tenido acceso antes. Durante el proceso, los ministros de Justicia Jean-Pierre Chevènement y Elisabeth Guigou crearon dos comisiones de investigación a fin de estudiar estos mismos archivos policiales y judiciales. Tres historiadores, entre los que figuraba Jean-Paul Brunet, fueron también autorizados a consultar estos archivos.
Papon fue juzgado solo por los hechos perpetrados cuando era prefecto de Burdeos durante la Segunda Guerra Mundial y siempre negó, a pesar de las pruebas acumuladas contra él por el historiador Jean-Luc Einaudi, su responsabilidad directa en la masacre. En febrero de 1999, Maurice Papon denunció por difamación a Einaudi por un artículo publicado el 20 de mayo de 1998 por el periódico Le Monde, en el que el historiador escribía: "Persisto y firmo. En octubre de 1961, hubo en París una masacre perpetrada por las fuerzas de orden actuando con órdenes de Maurice Papon". El antiguo prefecto de policía perdió el juicio en marzo de 1999.
El 17 de octubre de 2001, el alcalde socialista de París, Bertrand Delanoë, mandó colocar una placa en el puente Saint-Michel, cerca de Notre-Dame, para conmemorar la masacre.
En junio de 2022, el periódico Mediapart presenta documentos de archivo de la presidencia de Gaulle, desclasificados, que atestiguarían que el presidente de la República tuvo rápidamente conocimiento de la magnitud de la masacre y de los actos criminales de la policía francesa el 17 de octubre y las semanas siguientes. Historiadores especializados en la época confirman al periódico que estos documentos dan fe de que el general De Gaulle fue informado de la situación en los días posteriores a la masacre. Ciertos documentos presentan el deseo de Charles de Gaulle de castigar a los culpables y de rechazar el establecimiento de la impunidad en el seno de la policía francesa. Según el historiador Gilles Manceron, el deseo de sanciones de De Gaulle se vio impedido por el temor de fracturar su mayoría política.
Durante la Ceremonia de apertura de los Juegos Olímpicos de París 2024 la delegación argelina arrojó flores al Río Sena en homenaje a las víctimas.